# Alan Rankine
Alan Rankine (17 de mayo de 1958 - 3 de enero de 2023) fue un músico y productor discográfico británico, reconocido por haber sido el tecladista y guitarrista de la agrupación The Associates, la cual fundó junto al cantante Billy Mackenzie a finales de la década de 1970.

## Carrera
Nacido en Bridge of Allan, Stirlingshire, Rankine inició su carrera en una banda llamada Caspian, que finalmente terminaría llamándose The Associates. Juntos grabaron tres discos: The Affectionate Punch (1980), Fourth Drawer Down (1981) y Sulk (1982). Rankine dejó la banda en 1982.
Mientras Mackenzie seguía liderando el proyecto The Associates, Rankine inició una carrera como productor, trabajando con artistas como Paul Haig, Cocteau Twins y The Pale Fountains. Firmó un contrato con la discográfica belga Les Disques du Crépuscule en 1986 e inició una carrera como solista. Grabó tres discos: The World Begins to Look Her Age (1986), She Loves Me Not (1987) y el instrumental The Big Picture Sucks (1989).

## Discografía

### Solista
- The World Begins to Look Her Age (1986), Les Disques du Crépuscule
- She Loves Me Not (1987), Virgin/Les Disques du Crépuscule
- The Big Picture Sucks (1989), Les Disques du Crépuscule

### Sencillos
- "The Sandman" (1986), Les Disques du Crépuscule
- "Last Bullet" (1986), Les Disques du Crépuscule
- "Days and Days" (1987), Les Disques du Crépuscule
- "The World Begins to Look Her Age" (1987), Virgin/Les Disques du Crépuscule
- "The Sandman" (1987), Virgin/Les Disques du Crépuscule